# 디아 (가수)
디아(DIA, 본명: 김지은, 1992년 6월 12일 ~ )는 대한민국의 가수이다. 디아라는 이름은 가요계의 다이아몬드와 같은 존재를 꿈꾸는 의미에서 지었다.

## 경력
- 2013년 10월 18일 ~ 2014년 10월 10일 그룹 'KISS&CRY' 멤버

## 학력
- 인천산곡고등학교
- 서울예술대학교 실용음악과

## 음반
- 2009년 데뷔 싱글 《0Carat》
- 2010년 싱글 《0.5Carat》
- 2010년 스페셜 에디션 《Knock》
- 2010년 싱글 《이젠 안녕》[3]
- 2010년 싱글 《울어도 울어도》
- 2010년 정규 1집 《My Story (1Carat)》
- 2011년 1집 에디션 《Luxury Edition (1Carat)》
- 2011년 디아&PD블루 싱글 《이별후회》
- 2011년 디아&PD블루 싱글 《사랑한단말이야 (My Soo)》
- 2011년 싱글 《혼자서》
- 2011년 디아&PD블루 싱글 《너에게 난 나에게 넌...》
- 2011년 싱글 《러브스텝》
- 2012년 싱글 《디아 Secret》
- 2012년 싱글 《Wedding》
- 2012년 싱글 《이별 Part 1》
- 2012년 싱글 《라따따》
- 2012년 스페셜 에디션 《라따따 (Special Edition)》
- 2013년 싱글 《사귈만큼 사귀었어》
- 2014년 싱글 《Paradise》
- 2015년 싱글 《아야》

### 참여 앨범
- 2009년 뮤직드라마 《지독한 사랑아》 OST - 지독한 사랑아
- 2010년 아미 싱글 《Sunshine Love》 피쳐링
- 2010년 아미 싱글 《My Angel》 피쳐링
- 2011년 크리스피 크런치 싱글 《미친거 아냐》 피쳐링
- 2011년 프로젝트 앨범 《프로포즈》 - 언제나 지금처럼만
- 2011년 디아&윈터 가든 김성은 프로젝트 앨범 《사계절 정원》 - 봄
- 2011년 PD블루 싱글 《멀어지다... 가지마...》 - 멀어지다 피쳐링
- 2013년 키스&크라이 싱글 《모던하게》 (Feat. 쇼리 J)
- 2013년 《응답하라 1994》 OST - 날 위한 이별
- 2014년 키스&크라이 싱글 《도미노 게임》
- 2014년 키스&크라이 싱글 《나쁜 여자》
- 2015년 《여자를 울려》 OST - Game Set
- 2015년 《어머님은 내 며느리》 OST - 울어볼 가슴이 없어

## 공연
- 2011년 아미의 ah! 美친 파티디아
- 2014년 디아, 키스&크라이 콘서트

## 수상
- 2008년 영동추풍령가요제 대상[2]
- 2008년 인천부평청소년가요제 대상
- 2008년 대구동성로가요제 금상
- 2008년 포항해변가요제 금상
- 2008년 울산고복수가요제 은상